# Settimana Ciclistica Lombarda 2002
La Settimana Ciclistica Lombarda 2002, trentaduesima edizione della corsa, si svolse dal 17 al 21 aprile su un percorso di 656 km ripartiti in 6 tappe, con partenza a Novate Milanese e arrivo a Stezzano. Fu vinta dallo sloveno Tadej Valjavec della Fassa Bortolo davanti all'italiano Michele Scarponi e al lussemburghese Kim Kirchen.

## Tappe
| Tappa  | Data      | Percorso                      | km    | Vincitore di tappa | Leader cl. generale |
| ------ | --------- | ----------------------------- | ----- | ------------------ | ------------------- |
| 1ª     | 17 aprile | Novate Milanese > Carimate    | 168,3 | Laurent Dufaux     | Laurent Dufaux      |
| 2ª     | 18 aprile | Airuno > Alzate Brianza       | 164,5 | Andrei Teteriouk   | Cristian Moreni     |
| 3ª     | 19 aprile | Villongo > Chiuduno           | 78,3  | Ján Svorada        | Cristian Moreni     |
| 4ª     | 19 aprile | Sarnico > Colle San Fermo     | 73,5  | Michele Scarponi   | Michele Scarponi    |
| 5ª     | 20 aprile | Roncadelle > Roncadelle       | 177,4 | Ruslan Ivanov      | Tadej Valjavec      |
| 6ª     | 21 aprile | Trescore Balneario > Stezzano | 162,3 | Ján Svorada        | Tadej Valjavec      |
| Totale | Totale    | Totale                        | 656   |                    |                     |

## Dettagli delle tappe

### 1ª tappa
- 17 aprile: Novate Milanese > Carimate – 168,3 km

| Pos. | Corridore         | Squadra | Tempo    |
| ---- | ----------------- | ------- | -------- |
| 1    | Laurent Dufaux    | Alessio | 4h21'30" |
| 2    | Cristian Moreni   | Alessio | s.t.     |
| 3    | Kazimierz Stafiej | Mroz    | s.t.     |

| Pos. | Corridore         | Squadra | Tempo    |
| ---- | ----------------- | ------- | -------- |
| 1    | Laurent Dufaux    | Alessio | 4h21'30" |
| 2    | Cristian Moreni   | Alessio | s.t.     |
| 3    | Kazimierz Stafiej | Mroz    | s.t.     |

### 2ª tappa
- 18 aprile: Airuno > Alzate Brianza – 164,5 km

| Pos. | Corridore        | Squadra       | Tempo    |
| ---- | ---------------- | ------------- | -------- |
| 1    | Andrei Teteriouk | CCC-Polsat    | 4h09'37" |
| 2    | Stefan Rütimann  | Tacconi Sport | s.t.     |
| 3    | Paolo Tiralongo  | Fassa Bortolo | s.t.     |

| Pos. | Corridore         | Squadra | Tempo    |
| ---- | ----------------- | ------- | -------- |
| 1    | Cristian Moreni   | Alessio | 8h31'11" |
| 2    | Kazimierz Stafiej | Mroz    | s.t.     |
| 3    | Laurent Dufaux    | Alessio | s.t.     |

### 3ª tappa
- 19 aprile: Villongo > Chiuduno – 78,3 km

| Pos. | Corridore       | Squadra       | Tempo    |
| ---- | --------------- | ------------- | -------- |
| 1    | Ján Svorada     | Lampre-Daikin | 1h33'59" |
| 2    | Zoran Klemenčič | Tacconi Sport | s.t.     |
| 3    | Marco Zanotti   | Fassa Bortolo | s.t.     |

| Pos. | Corridore         | Squadra | Tempo     |
| ---- | ----------------- | ------- | --------- |
| 1    | Cristian Moreni   | Alessio | 10h05'10" |
| 2    | Kazimierz Stafiej | Mroz    | s.t.      |
| 3    | Laurent Dufaux    | Alessio | s.t.      |

### 4ª tappa
- 19 aprile: Sarnico > Colle San Fermo – 73,5 km

| Pos. | Corridore                  | Squadra      | Tempo    |
| ---- | -------------------------- | ------------ | -------- |
| 1    | Michele Scarponi           | Acqua & Sap. | 1h16'23" |
| 2    | Julio Alberto Pérez Cuapio | Panaria      | a 9"     |
| 3    | Faat Zakirov               | Panaria      | a 1'18"  |

| Pos. | Corridore                  | Squadra       | Tempo     |
| ---- | -------------------------- | ------------- | --------- |
| 1    | Michele Scarponi           | Acqua & Sap.  | 11h21'48" |
| 2    | Julio Alberto Pérez Cuapio | Panaria       | a 24"     |
| 3    | Kim Kirchen                | Fassa Bortolo | a 1'12"   |

### 5ª tappa
- 20 aprile: Roncadelle > Roncadelle – 177,4 km

| Pos. | Corridore      | Squadra       | Tempo    |
| ---- | -------------- | ------------- | -------- |
| 1    | Ruslan Ivanov  | Alessio       | 4h19'05" |
| 2    | Tadej Valjavec | Fassa Bortolo | s.t.     |
| 3    | Kim Kirchen    | Fassa Bortolo | a 44"    |

| Pos. | Corridore        | Squadra       | Tempo     |
| ---- | ---------------- | ------------- | --------- |
| 1    | Tadej Valjavec   | Fassa Bortolo | 15h42'18" |
| 2    | Michele Scarponi | Acqua & Sap.  | a 20"     |
| 3    | Kim Kirchen      | Fassa Bortolo | a 31"     |

### 6ª tappa
- 21 aprile: Trescore Balneario > Stezzano – 162,3 km

| Pos. | Corridore      | Squadra       | Tempo    |
| ---- | -------------- | ------------- | -------- |
| 1    | Ján Svorada    | Lampre-Daikin | 3h55'57" |
| 2    | Marco Zanotti  | Fassa Bortolo | s.t.     |
| 3    | Saulius Ruškys | Gerolsteiner  | s.t.     |

| Pos. | Corridore        | Squadra       | Tempo     |
| ---- | ---------------- | ------------- | --------- |
| 1    | Tadej Valjavec   | Fassa Bortolo | 19h38'15" |
| 2    | Michele Scarponi | Acqua & Sap.  | a 20"     |
| 3    | Kim Kirchen      | Fassa Bortolo | a 31"     |

## Classifiche finali

### Classifica generale
| Pos. | Corridore                  | Squadra                  | Tempo     |
| ---- | -------------------------- | ------------------------ | --------- |
| 1    | Tadej Valjavec             | Fassa Bortolo            | 19h38'15" |
| 2    | Michele Scarponi           | Acqua & Sapone           | a 20"     |
| 3    | Kim Kirchen                | Fassa Bortolo            | a 31"     |
| 4    | Paolo Savoldelli           | Index-Alexia             | a 46"     |
| 5    | Julio Alberto Pérez Cuapio | Ceramiche Panaria-Fiordo | a 59"     |
| 6    | Serhij Hončar              | Fassa Bortolo            | a 1'00"   |
| 7    | Andrei Teteriouk           | CCC-Polsat               | a 1'27"   |
| 8    | Radoslaw Romianik          | CCC-Polsat               | a 1'44"   |
| 9    | Denis Lunghi               | Team Colpack-Astro       | s.t.      |
| 10   | Félix García Casas         | Big Mat-Auber 93         | s.t.      |